# Віра Майлз
Віра Майлз (англ. Vera Miles, при народженні Віра Джун Ралстон (англ. Vera June Ralston; 23 серпня 1930) — американська акторка.
У 1948 році Віра Майлз перемогла у конкурсі «Міс Канзас». Після кількох незначних ролей у кіно та телебаченні, вона з'явилась разом з Джоном Фордом у вестерні «Шукачі» (1956). Після цього на неї звернув увагу Альфред Гічкок та запропонував їй ролі у кількох своїх фільмах, серед яких «Не та людина» (1956) та «Психо» (1960). Акторка продовжувала свою кар'єру у кіно та на телебаченні до 1995 р., після чого остаточно відійшла від зйомок.

## Фільмографія
| Рік  |    | Українська назва                       | Оригінальна назва                | Роль                   |
| ---- | -- | -------------------------------------- | -------------------------------- | ---------------------- |
| 1951 | ф  | Два квитки на Бродвей                  | Two Tickets to Broadway          | танцюристка            |
| 1953 | ф  | The Charge at Feather River            | The Charge at Feather River      | Дженні МакКівер        |
| 1955 | ф  | Вічита                                 | Wichita                          | Лорі Маккой            |
| 1955 | ф  | Tarzan's Hidden Jungle                 | Tarzan's Hidden Jungle           | Джилл Гарді            |
| 1956 | ф  | Не та людина                           | The Wrong Man                    | Роуз Балестреро        |
| 1956 | ф  | Шукачі                                 | The Searchers                    | Лорі Йоргенсен         |
| 1956 | ф  | Осіннє листя                           | Autumn Leaves                    | Вірджинія Генсон       |
| 1956 | ф  | 23 Paces to Baker Street               | 23 Paces to Baker Street         | Джин Леннокс           |
| 1957 | ф  | Beau James                             | Beau James                       | Бетті Комптон          |
| 1959 | ф  | The FBI Story                          | The FBI Story                    | Люсі Енн Гардесті      |
| 1959 | ф  | Beyond This Place                      | Beyond This Place                | Лена Андерсон          |
| 1959 | ф  | A Touch of Larceny                     | A Touch of Larceny               | Вірджинія Кіллайн      |
| 1960 | ф  | Психо                                  | Psycho                           | Лайла Крейн            |
| 1960 | ф  | Five Branded Women                     | Five Branded Women               | Даніза                 |
| 1961 | ф  | Back Street                            | Back Street                      | Ліз Саксон             |
| 1962 | ф  | Людина, яка застрелила Ліберті Веленса | The Man Who Shot Liberty Valance | Голлі Стоддард         |
| 1964 | ф  | A Tiger Walks                          | A Tiger Walks                    | Дороті Вільямс         |
| 1964 | тф | The Hanged Man                         | The Hanged Man                   | Лоіс Сігер             |
| 1965 | ф  | Those Calloways                        | Those Calloways                  | Лідія (Лідді) Келлоуей |
| 1966 | ф  | Follow Me, Boys!                       | Follow Me, Boys!                 | Віда Дауні             |
| 1968 | ф  | Sergeant Ryker                         | Sergeant Ryker                   | Енн Райкер             |
| 1968 | ф  | Hellfighters                           | Hellfighters                     | Меделін Бакман         |
| 1969 | ф  | It Takes All Kinds                     | It Takes All Kinds               | Лаура Рінг             |
| 1970 | ф  | The Wild Country                       | The Wild Country                 | Кейт Таннер            |
| 1972 | ф  | Molly and Lawless John                 | Molly and Lawless John           | Моллі Паркер           |
| 1973 | ф  | One Little Indian                      | One Little Indian                | Доріс МакІвер          |
| 1973 | тф | Baffled!                               | Baffled!                         | Андреа Гленн           |
| 1974 | ф  | The Castaway Cowboy                    | The Castaway Cowboy              | Генрієтта МакЕвой      |
| 1976 | тф | Smash-Up on Interstate 5               | Smash-Up on Interstate 5         | Еріка                  |
| 1977 | ф  | Fire!                                  | Fire!                            | Марта Вагнер           |
| 1982 | тф | Mazes and Monsters                     | Mazes and Monsters               | Кот Вілінг             |
| 1983 | ф  | Психо 2                                | Psycho II                        | Ліла Крейн Луміс       |
| 1984 | ф  | Криваве посвячення                     | The Initiation                   | Френсіс Фейрчайлд      |
| 1984 | ф  | Terror in the Aisles                   | Terror in the Aisles             |                        |
| 1985 | ф  | Into the Night                         | Into the Night                   | Джоан Капер            |